# 女院
女院，指的是日本歷史上宣下給太皇太后、皇太后、皇后等等或擁有相等地位女性的稱號，這個制度由平安時代中期一直沿用至明治維新為止。「院」起初是指太上天皇，而「女院」則是指接受等同待遇的女性。受封者能得到仿傚自上皇的禮遇，設置院廳，有別當、判官代、主典代等官職，制訂殿上，任命藏人等。

## 概述
在天皇交替時，前任天皇的后妃多半會出家，而后妃在出家後，在宮中所享有的服侍、待遇等等也隨之停止。直到一條天皇正曆2年（991年），皇太后藤原詮子出家，並隨之失去了皇太后宮職（照料服侍皇太后的政府機關）的服侍，一条天皇因而特贈與東三條院的院號，讓藤原詮子即使在出家後仍能享有一如往昔的生活與服侍，這便是「女院」稱號與制度之濫觴。
初期，能夠得到女院宣下的后妃，僅侷限於孩子繼承天皇之位的國母，到了承保元年（1074年），後冷泉天皇中宮章子內親王的院號宣下後，沒有所出的尊貴之女也能得到院號。再後來，白河天皇的皇女媞子內親王被尊為皇后，首次確立院號宣下的對象擴大到尊稱皇后者。在應保元年（1161年）的八條院之後，首開不經后妃之位即可成為女院的例子。不過女院宣下主要還是以后妃與內親王為前提，只有乾元元年（1302年）的永嘉門院瑞子女王（父宗尊親王）與應永14年（1407年）的北山院日野康子（夫足利義滿）是非常破格的例子。
平安末期到鎌倉時代，受到內亂與南北朝時期的持明院統、大覺寺統等兩統迭立的影響，女院宣下非常氾濫，一時之間多達十幾人成為女院。其中諸多皇女以繼承領地為前提而受予院號的情況相當多見，往往都是在內親王宣下、准后宣旨後，當天就得到院號。不過，皇女們把龐大的莊園群讓出並得到權勢，一時之間極為嚴重，她們利用這樣的財勢來操控政局，如八條院、宣陽門院、安嘉門院等人。
室町時代到江戶初期，因皇室的財政極端困難，為了節省開銷，中斷了像是天皇登基時舉行的即位典禮大嘗祭，還有冊立皇后、內親王宣下等等需要大量金錢來操辦的正式儀式，使的很長一段時間都只有國母能夠成為女院。在出自德川家的德川和子成為後水尾天皇中宮後，江戶幕府與皇室之間的緊張關係獲得改善，因此又開始有內親王及皇后成為女院，如禮成門院和東福門院。最後一位女院是江戶末期的孝明天皇生母正親町雅子。
明治時期，孝明天皇的典侍中山慶子與明治天皇的典侍柳原愛子，雖然分別是明治天皇、大正天皇的生母，但兩人做為天皇的妾侍而無法獲得皇太后地位，而往昔宮中女官或嬪妃在親生兒子成為天皇後都能成為女院，但明治維新後日本皇室廢除了女院制度，因此關於兩位国母的地位與待遇，曾有重新啟用女院制度的呼聲，但最後因大量的反對聲浪而作罷。

## 女院一覽
| 院號       | 姓名（生歿年）                 | 父・母                                   | 夫・子                               | 宣下年月日                                             |
| ---------- | ------------------------------ | ---------------------------------------- | ------------------------------------ | ------------------------------------------------------ |
| 東三條院   | 藤原詮子（962～1001）          | 攝政兼家女                               | 一條天皇母                           | 991年9月16日                                           |
| 上東門院   | 藤原彰子（988～1074）          | 攝政道長女                               | 一條天皇中宮、後一條・後朱雀兩天皇母 | 1026年1月19日                                          |
| 陽明門院   | 禎子內親王（1013～1094）       | 三條第三皇女、母中宮藤原妍子             | 後朱雀天皇皇后、後三條母             | 1069年2月17日                                          |
| 二條院     | 章子內親王（1026～1105）       | 後一條第一皇女、母中宮藤原威子           | 後冷泉天皇中宮                       | 1074年6月16日                                          |
| 郁芳門院   | 媞子內親王（1076～1096）       | 白河第一皇女、母中宮藤原賢子             | 堀河天皇中宮                         | 1093年1月19日                                          |
| 待賢門院   | 藤原璋子（1101～1145）         | 權大納言公實女                           | 鳥羽中宮、崇德・後白河兩天皇母       | 1124年11月24日                                         |
| 高陽院     | 藤原泰子（1095～1155）         | 關白忠實女                               | 鳥羽皇后                             | 1139年7月28日                                          |
| 美福門院   | 藤原得子（1117～1160）         | 權中納言長實女                           | 鳥羽皇后、近衛母                     | 1149年8月3日                                           |
| 皇嘉門院   | 藤原聖子（1122～1181）         | 關白忠通女                               | 崇德中宮                             | 1150年2月27日                                          |
| 上西門院   | 統子內親王（1126～1189）       | 鳥羽第二皇女、母待賢門院                 |                                      | 1159年2月13日                                          |
| 八條院     | 暲子內親王（1137～1211）       | 鳥羽第五皇女、母美福門院                 |                                      | 1161年12月16日                                         |
| 高松院     | 姝子內親王（1141～1176）       | 鳥羽第六皇女、母同                       | 二條中宮                             | 1162年2月5日                                           |
| 九條院     | 藤原呈子（1131～1176）         | 太政大臣伊通女                           | 近衛中宮                             | 1168年3月14日                                          |
| 建春門院   | 平滋子（1142～1176）           | 兵部權大輔時信女                         | 高倉母                               | 1169年4月12日                                          |
| 建禮門院   | 平德子（1155～1213）           | 太政大臣清盛女                           | 高倉中宮、安德母                     | 1181年11月25日                                         |
| 殷富門院   | 亮子內親王（1147～1216）       | 後白河第一皇女、母權大納言藤原季成女成子 |                                      | 1187年６月28日                                         |
| 七條院     | 藤原（坊門）殖子（1158～1228） | 修理大夫信隆女                           | 後鳥羽母、後堀河祖母                 | 1190年4月22日                                          |
| 宣陽門院   | 覲子內親王（1181～1252）       | 後白河第六皇女、母丹後局高階榮子         |                                      | 1191年6月26日                                          |
| 宜秋門院   | 九條任子（1173～1238）         | 關白兼實女                               | 後鳥羽中宮                           | 1200年6月28日                                          |
| 承明門院   | 源在子（1171～1257）           | 法印能圓女                               | 土御門母                             | 1202年1月15日                                          |
| 坊門院     | 範子內親王（1177～1210）       | 高倉第二皇女、母中納言藤原成範女         |                                      | 1206年9月2日                                           |
| 修明門院   | 高倉重子（1182～1264）         | 式部少輔範季女                           | 順德母                               | 1207年6月7日                                           |
| 春華門院   | 昇子內親王（1195～1211）       | 後鳥羽第一皇女、母宜秋門院               |                                      | 1209年4月25日                                          |
| 陰明門院   | 大炊御門麗子（1185～1243）     | 太政大臣賴實女                           | 土御門中宮                           | 1210年3月19日                                          |
| 嘉陽門院   | 禮子內親王（1200～1273）       | 後鳥羽第二皇女、母內大臣坊門信清女       |                                      | 1214年6月10日                                          |
| 東一條院   | 九條立子（1192～1247）         | 攝政良經女                               | 順德中宮、仲恭母                     | 1222年3月25日                                          |
| 北白河院   | 持明院陳子（1173～1238）       | 中納言基家女                             | 後堀河母                             | 1222年7月11日                                          |
| 安嘉門院   | 邦子內親王（1209～1283）       | 守貞親王皇女、母北白河院                 |                                      | 1224年8月4日                                           |
| 安喜門院   | 三條有子（1207～1286）         | 太政大臣公房女                           | 後堀河皇后                           | 1227年2月20日                                          |
| 鷹司院     | 近衛長子（1218～1275）         | 關白家實女                               | 後堀河中宮                           | 1229年4月18日                                          |
| 藻璧門院   | 九條竴子（1209～1233）         | 關白道家女                               | 後堀河中宮、四條母                   | 1233年4月3日                                           |
| 明義門院   | 諦子內親王（1217～1243）       | 順德第二皇女、母東一條院                 |                                      | 1236年12月21日                                         |
| 式乾門院   | 利子內親王（1197～1251）       | 守貞親王第一王女、母同安嘉門院           |                                      | 1239年11月12日                                         |
| 宣仁門院   | 九條彥子（1227～1262）         | 攝政教實女                               | 四條女御                             | 1243年2月23日                                          |
| 正親町院   | 覺子內親王（1213～1285）       | 土御門皇女、母源通宗女通子               |                                      | 1243年6月26日                                          |
| 室町院     | 暉子內親王（1228～1300）       | 後堀河第一皇女、母中納言藤原家行女       |                                      | 1243年12月14日                                         |
| 大宮院     | 西園寺姞子（1225～1292）       | 太政大臣實氏女                           | 後嵯峨中宮、後深草・龜山兩天皇母     | 1248年6月18日                                          |
| 仙華門院   | 曦子內親王（1224～1262）       | 土御門皇女、母源有雅女                   |                                      | 1251年3月27日                                          |
| 永安門院   | 穠子內親王（1216～1279）       | 順德第一皇女、母內大臣坊門信清女         |                                      | 1251年11月3日                                          |
| 神仙門院   | 體子內親王（1231～1301）       | 後堀河皇女、母同室町院                   |                                      | 1256年2月7日                                           |
| 東二條院   | 西園寺公子（1232～1304）       | 大宮院妹                                 | 後深草中宮                           | 1259年12月19日                                         |
| 和德門院   | 義子內親王（1234～1289）       | 仲恭皇女、母法印性慶女                   |                                      | 1261年3月8日                                           |
| 月華門院   | 綜子內親王（1247～1269）       | 後嵯峨第一皇女、母大宮院                 |                                      | 1263年7月27日                                          |
| 今出河院   | 西園寺嬉子（1253～1318）       | 太政大臣公相女                           | 龜山中宮                             | 1268年12月6日                                          |
| 京極院     | 洞院佶子（1245～1272）         | 左大臣實雄女                             | 龜山皇后、後宇多母                   | 1272年8月9日                                           |
| 新陽明門院 | 近衛位子（1262～1296）         | 關白基平女                               | 龜山妃                               | 1275年3月28日                                          |
| 延政門院   | 悅子內親王（1259～1332）       | 後嵯峨皇女、母西園寺公經女公子           |                                      | 1284年2月28日                                          |
| 玄輝門院   | 洞院愔子（1246～1329）         | 京極院妹                                 | 伏見母                               | 1288年12月16日                                         |
| 五條院     | 懌子內親王（1264～1296）       | 後嵯峨皇女、母掌侍藤原博子               |                                      | 1289年12月10日                                         |
| 遊義門院   | 姈子內親王（1270～1307）       | 後深草皇女、母東二條院                   |                                      | 1291年8月12日                                          |
| 永陽門院   | 久子內親王（1272～1346）       | 後深草第二皇女、母玄輝門院               |                                      | 1294年2月7日                                           |
| 昭慶門院   | 憙子內親王（1270～1324）       | 龜山皇女、母従三位藤原雅子               |                                      | 1296年8月11日                                          |
| 永福門院   | 西園寺鏱子（1271～1342）       | 太政大臣實兼女                           | 伏見中宮、後伏見養母                 | 1298年8月21日                                          |
| 昭訓門院   | 西園寺瑛子（1273～1336）       | 永福門院妹                               | 龜山妃                               | 1301年3月19日                                          |
| 陽德門院   | 瑛子內親王（1288～1352）       | 後深草第五皇女、母西園寺公相女相子       |                                      | 1302年3月15日                                          |
| 永嘉門院   | 瑞子女王（1272～1329）         | 宗尊親王女、母堀河具教女                 |                                      | 1302年1月20日                                          |
| 章義門院   | 譽子內親王（？～1336）         | 伏見第二皇女、母洞院公宗女英子           |                                      | 1307年6月22日                                          |
| 西華門院   | 堀河基子（1269～1355）         | 內大臣具守女                             | 後二條母                             | 1308年12月2日                                          |
| 廣義門院   | 西園寺寧子（1292～1357）       | 左大臣公衡女                             | 光嚴・光明兩天皇母                   | 1309年1月13日                                          |
| 章善門院   | 永子內親王（？～1338）         | 後深草皇女、母三條公親女房子             |                                      | 1309年2月3日                                           |
| 朔平門院   | 璹子內親王（1287～1310）       | 伏見第一皇女、母顯親門院                 |                                      | 1309年6月27日                                          |
| 長樂門院   | 德大寺忻子（1283～1352）       | 太政大臣公孝女                           | 後二條中宮                           | 1310年12月19日                                         |
| 延明門院   | 延子內親王（1291～？）         | 伏見皇女、母同朔平門院                   |                                      | 1315年2月24日                                          |
| 談天門院   | 五辻忠子（1268～1319）         | 參議忠繼女                               | 後醍醐母                             | 1318年4月12日                                          |
| 達智門院   | 獎子內親王（1286～1348）       | 後宇多第一皇女、母談天門院               |                                      | 1319年11月15日                                         |
| 萬秋門院   | 一條頊子（1268～1338）         | 攝政實經女                               | 後二條尚侍                           | 1320年2月26日                                          |
| 壽成門院   | 㛹子內親王（1302～1362）       | 後二條第一皇女、母少納言平棟俊女         |                                      | 1320年8月24日                                          |
| 顯親門院   | 洞院季子（1265～1336）         | 玄輝門院妹                               | 花園母                               | 1326年2月7日                                           |
| 崇明門院   | 禖子內親王（生没年不詳）       | 後宇多皇女、母宗尊親王女倫子女王         |                                      | 1331年10月25日                                         |
| 後京極院   | 西園寺禧子（1303～1333）       | 昭訓門院妹                               | 後醍醐中宮                           | 1333年10月12日 （1332年5月20日禮成門院宣下，之後廢號） |
| 宣政門院   | 懽子內親王（1315～1361）       | 後醍醐第一皇女、母後京極院               | 光嚴妃                               | 1335年2月2日                                           |
| 新室町院   | 珣子內親王（1311～1337）       | 後伏見皇女、母廣義門院                   | 後醍醐中宮                           | 1337年1月16日                                          |
| 徽安門院   | 壽子內親王（1318～1358）       | 花園皇女、母宣光門院                     | 光嚴妃                               | 1337年2月7日                                           |
| 宣光門院   | 正親町實子（1297～1360）       | 大納言實明女                             | 花園妃                               | 1338年4月28日                                          |
| 章德門院   | 璜子內親王（生没年不詳）       | 後伏見皇女、母正親町實明女守子           |                                      | 1336年4月1日                                           |
| 新待賢門院 | 阿野廉子（1301～1359）         | 左中將公廉女                             | 後村上母                             | 1351年12月28日                                         |
| 嘉喜門院   | 藤原勝子（生没年不詳）         | 內大臣阿野實為女                         | 長慶・後龜山兩天皇母                 | 院號宣下年不詳                                         |
| 新宣陽門院 | 憲子內親王（1343～1391）       | 後村上皇女、母北畠顯子                   |                                      | 1378年院號                                             |
| 陽祿門院   | 正親町三條秀子（1311～1352）   | 內大臣公秀女                             | 崇光・後光嚴兩天皇母                 | 1352年10月29日                                         |
| 崇賢門院   | 紀仲子（1336～1427）           | 石清水法印通清女                         | 後圓融母                             | 1383年4月25日                                          |
| 通陽門院   | 三條嚴子（1351～1406）         | 內大臣公忠女                             | 後小松母                             | 1396年7月24日                                          |
| 光範門院   | 日野西資子（1384～1440）       | 大臣資國女                               | 稱光母                               | 1425年7月29日                                          |
| 敷政門院   | 庭田幸子（1390～1448）         | 贈左大臣經有女                           | 後花園母                             | 1448年3月4日                                           |
| 嘉樂門院   | 大炊御門信子（1411～1488）     | 內大臣信宗養女                           | 母                                   | 1481年7月26日                                          |
| 豐樂門院   | 勸修寺藤子（1464～1535）       | 大臣教秀女                               | 後奈良母                             | 1535年1月12日                                          |
| 新上東門院 | 勸修寺晴子（1553～1620）       | 大臣晴右女                               | 後陽成母                             | 1600年12月29日                                         |
| 中和門院   | 近衛前子（1575～1630）         | 關白前久女                               | 後陽成女御、後水尾母                 | 1620年6月2日                                           |
| 東福門院   | 德川和子（1607～1678）         | 江戶二代將軍秀忠女                       | 後水尾中宮、明正母                   | 1629年11月9日                                          |
| 壬生院     | 園光子（1602～1656）           | 左大臣基任女                             | 後光明母                             | 1654年8月18日                                          |
| 新廣義門院 | 園國子（1624～1677）           | 權大納言基音女                           | 靈元母                               | 1677年7月5日                                           |
| 逢春門院   | 櫛笥隆子（1604～1685）         | 左中将隆致女                             | 後西母                               | 1685年5月24日                                          |
| 新上西門院 | 鷹司房子（1653～1712）         | 左大臣教平女                             | 靈元中宮                             | 1687年3月25日                                          |
| 承秋門院   | 英宮幸子女王（1680～1720）     | 有栖川宮幸仁親王王女                     | 東山中宮                             | 1710年3月21日                                          |
| 新崇賢門院 | 櫛笥賀子（1675 ～1709）        | 內大臣隆賀女                             | 中御門母                             | 1710年3月26日                                          |
| 敬法門院   | 松木宗子（1657～1732）         | 內大臣宗條女                             | 東山母                               | 1711年12月23日                                         |
| 新中和門院 | 近衛尚子（1702～1720）         | 關白家熙女                               | 中御門女御、櫻町母                   | 1720年1月20日                                          |
| 禮成門院   | 孝子內親王（1650～1725）       | 後光明第一皇女、母右中將庭田重秀女秀子   |                                      | 1725年6月26日                                          |
| 青綺門院   | 二條舍子（1716～1790）         | 關白吉忠女                               | 櫻町女御、後櫻町母                   | 1750年6月26日                                          |
| 開明門院   | 姊小路定子（1717～1789）       | 權大納言實武女                           | 桃園母                               | 1763年2月10日                                          |
| 恭禮門院   | 一條富子（1743～1795）         | 關白兼香女                               | 桃園女御、後桃園母                   | 1771年7月9日                                           |
| 盛化門院   | 近衛維子（1759～1783）         | 攝政內前女                               | 後桃園女御、光格養母                 | 1783年10月12日                                         |
| 新皇嘉門院 | 鷹司繫子（1798～1823）         | 關白政煕女                               | 仁孝皇后                             | 1823年4月6日                                           |
| 新清和院   | 欣子內親王（1779～1846）       | 後桃園第一皇女、母盛化門院               | 光格中宮                             | 1841年閏1月22日                                        |
| 東京極院   | 勸修寺婧子（1780～1843）       | 權大納言經逸女                           | 仁孝母                               | 1845年2月13日                                          |
| 新朔平門院 | 鷹司祺子（1811～1847）         | 新皇嘉門院妹                             | 仁孝女御                             | 1847年10月13日                                         |
| 新待賢門院 | 正親町雅子（1803～1856）       | 左大臣實光女                             | 孝明母                               | 1850年2月27日                                          |

### 非皇族或天皇配偶的女院
| 院號   | 名前（生歿年）         | 父・母         | 夫・子                             | 宣下年月日   |
| ------ | ---------------------- | -------------- | ---------------------------------- | ------------ |
| 北山院 | 日野康子（1369～1419） | 權大納言資康女 | 室町三代将軍足利義滿之妻、後小松母 | 1407年3月5日 |

### 存疑
《女院號便覽類聚》、《門院傳 （页面存档备份，存于）》記載了以下女院，但未能確認她們是否已經接受院號宣下。
- 福來門院（本名不詳） - 關白一條實經女、後宇多天皇妃
- 安福門院（二條榮子） - 關白二條道平女、後醍醐天皇女御
- 北白河院（媋子內親王） - 東宮邦良親王女
- 蒼玉門院（庭田朝子） - 贈內大臣庭田長賢女、後柏原天皇母
- 吉徳門院（萬里小路榮子） - 参議萬里小路賢房女、正親町天皇母
- 清光院（萬里小路房子） - 內大臣萬里小路秀房女、陽光院母

一般認為，這些都是基於一些誤解的傳說而來的。但福來門院相對前述的例子，她在南朝的女院號也有分歧（《紀光卿記》明和八年七月初九條）。

## 參看
- 日本後宮制度
- 后位
- 国母
- 准母
- 院号

1. ↑  「典侍」並非天皇正式的嬪妃封號，只是做為時常近身服侍天皇的女官，歷史上履有典侍被天皇寵幸並生育子女的實例，但「典侍」做為宮中女官的身分並未得到改變。